# Enkoimeterion
Un Enkoimeterion (en griego en griego antiguo: ἐγκοιμητήριον,, romanizado: enkoimētērion) era un edificio de la Antigua Grecia, normalmente en el santuario de Asclepio u otro dios sanador, donde los pacientes pasaban la noche para curarse. El nombre de este tipo de edificio procede de la palabra enkoimēsis (ἐγκοίμησις), “dormir en un templo”.

## Enkoimeteriones
- Ábaton o Enkoimeterion, Asclepeion de Epidauro.[3]
- Estoa de Anfiareo o Enkoimeterion, Anfiareo, Oropo.[4]